# Delta blues
El delta blues és un dels primers estils de blues. Porta el nom del delta del Mississipi, una regió en forma de delta al nord-oest del Mississipi, entre Vicksburg i Memphis. El terme "delta" sovint condueix a confusió amb la regió del delta del riu Mississippi (Louisiana).

## Característiques
La guitarra (sovint tocada amb un coll d'ampolla, bottleneck en anglès) i l'harmònica són els instruments més utilitzats, mentre que la veu pot ser alhora introspectiva i malenconiosa o apassionada i febril.
Tot i que el Delta blues certament existia d'una forma avans, els primers enregistraments apareixen al final dels anys vint. Els enregistraments primitius solen consistir en una sola persona cantant acompanyant-se amb un instrument, tot i que formar un grup és més habitual durant els concerts públics. La preservació d'aquest patrimoni musical deu molt a la persona de John Lomax que va viatjar pel sud dels Estats Units en aquesta època per gravar música interpretada i cantada per gent corrent. Les seves gravacions es compten per milers i es poden trobar arxivat a la Smithsonian Institution.

## Origen geogràfic

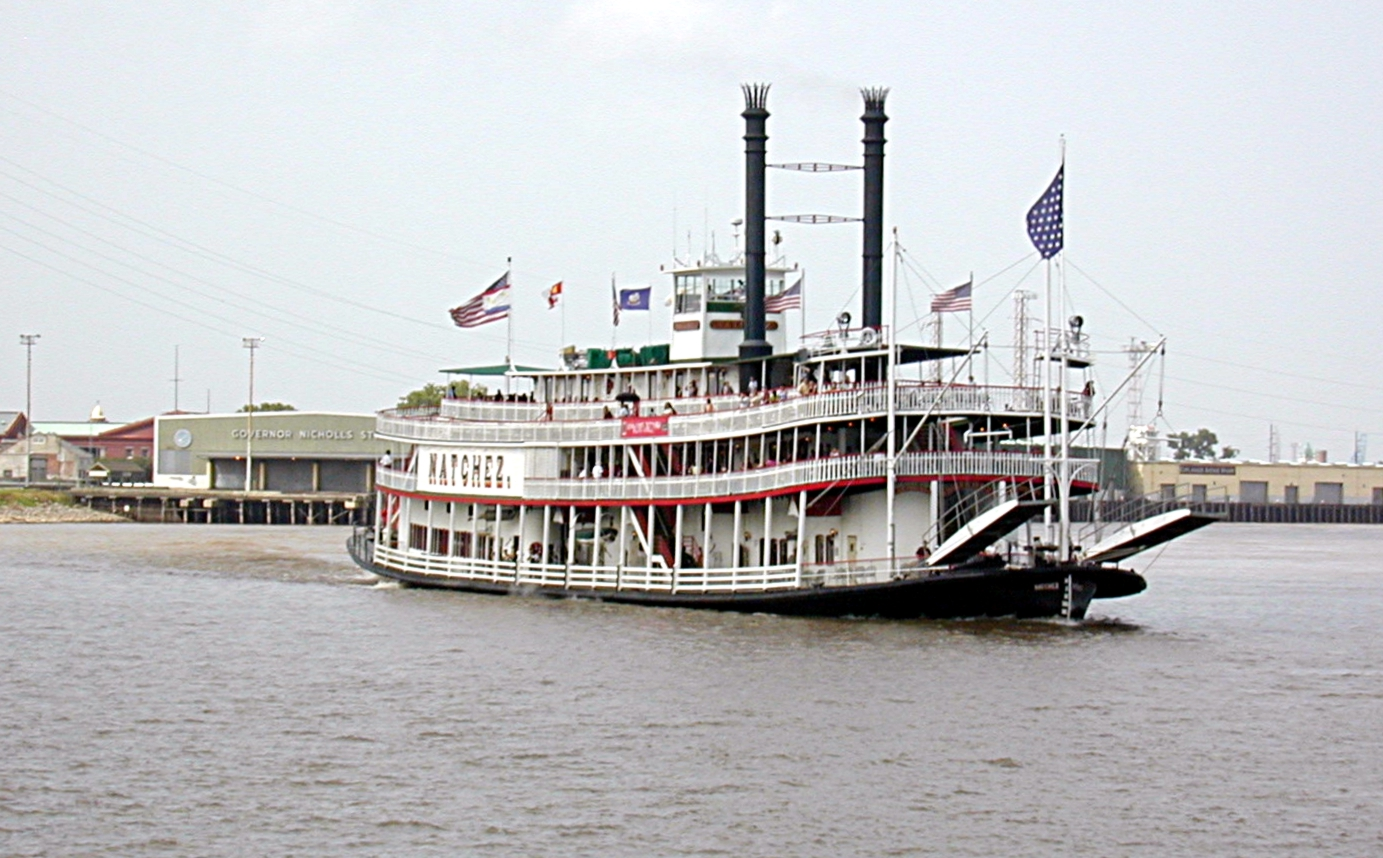
El riu Mississipí, bressol del Delta blues.

Troba el seu naixement al Delta, una regió dels Estats Units que s'estén des de Memphis (Tennessee) al nord fins a Vicksburg (Mississipi) al sud, i emmarcada pel riu Mississipi a l'oest i el riu Yazoo a l'est.
Els músics solien viatjar pels diversos estats del sud com Mississippi, Arkansas, Louisiana, Texas i Tennessee.
Tanmateix, el Delta blues continua sent un estil tant com un nom geogràfic. Així, Skip James i Elmore James, que no van néixer al Delta, són considerats músics de blues del Delta. A més, el Delta blues es va estendre més enllà de la seva àrea original, i establint-se en altres regions, va donar lloc a nous estils, com el Chicago blues, entre d'altres. Charley Patton i Robert Johnson segueixen sent els dos artistes essencials d'aquesta regió.

## Artistes representatius

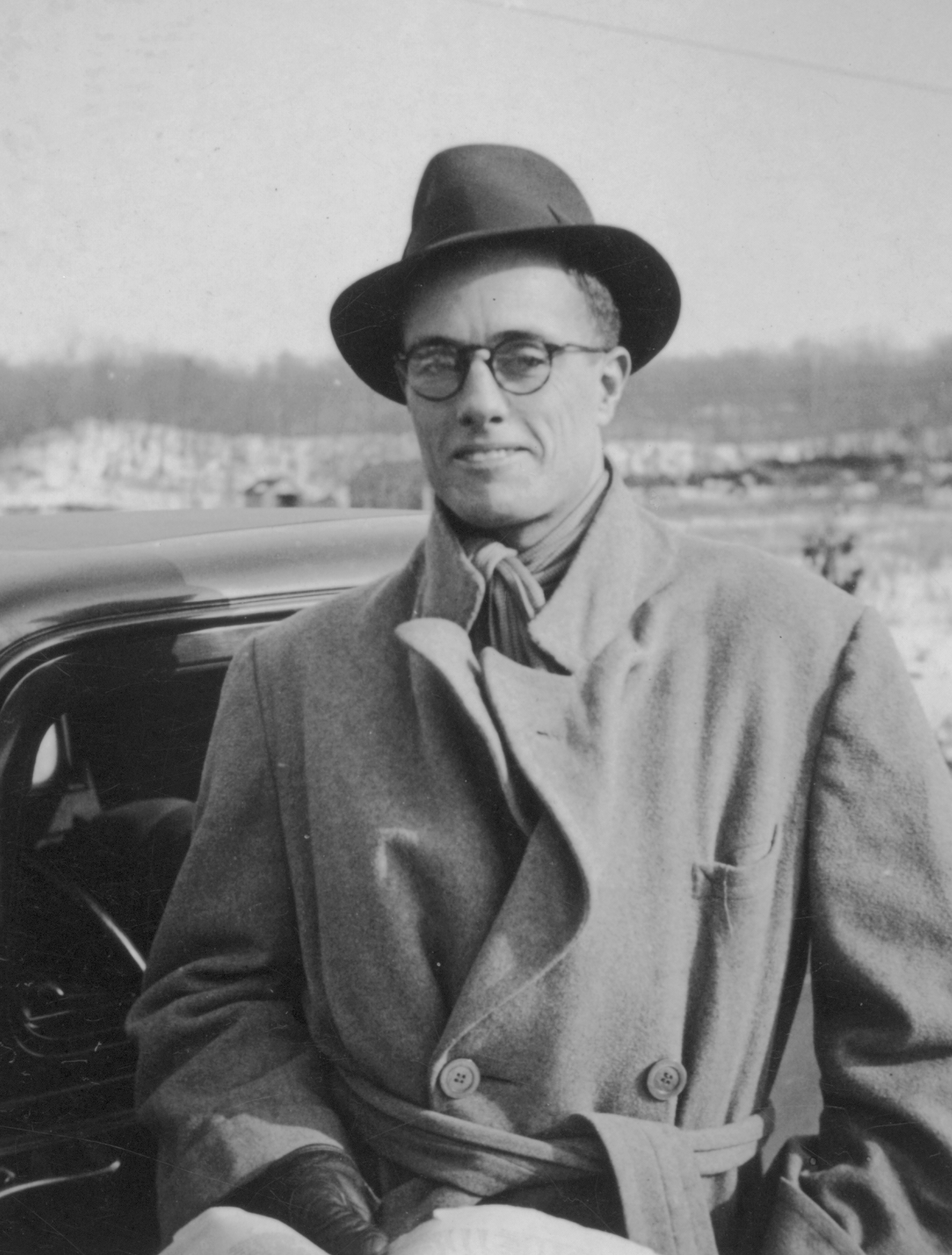
John Lomax, primer musicòleg interessat en el Delta blues.

Els artistes representatius del blues de Delta inclouen: Barbecue Bob, Ed Bell, Ishman Bracey, Willie Brown, R. L. Burnside, Bo Carter, Sam Chatmon, Sam Collins, Son House, Roosevelt Holts, John Lee Hooker, Mississippi John Hurt, The Mississippi Sheiks, Skip James, Robert Johnson, Tommy Johnson, Robert Lockwood Jr., Tommy McClennan, Mississippi Fred McDowell, Charley Patton, Robert Petway, Rev. Leon Pinson, Jimmie Rodgers, Seasick Steve, Johnny Shines, J. D. Short, Sunnyland Slim, Freddie Spruell, Bukka White, Big Joe Williams i Elder Roma Wilson.

### Intèrprets femenines
Molt poques dones van ser gravades tocant Delta blues i altres blues rurals o d'estil folk.
Ma Rainey, Bessie Smith, Mamie Smith, Geeshie Wiley, L.V. Thomas, Memphis Minnie, Bertha Lee, Rosa Lee Hill.
Bonnie Raitt, Susan Tedeschi i Rory Block són artistes de blues femenines contemporànies, que van rebre la influència del blues Delta.